# السلفية
السلفية هي حركة تهدف إلى إحياء الإسلام على أساس «العودة إلى الأصول»، أي القرآن الكريم والسنة النبوية، كما فُهمتا وطبقتهما الأجيال الثلاثة الأولى من المسلمين، المعروفة بـ«السلف الصالح» (الصحابة، التابعين، وتابعي التابعين). وتتمحور السلفية حول رفض الابتداع في الدين، والتمسك بالنصوص الشرعية بفهم سلفي تقليدي، والنقد الجذري للممارسات الدينية التي ترى أنها انحرفت عن هذا النموذج الأصلي. وفي جانبها الآخر المعاصر تمثل مدرسة من المدارس السنية التي تستهدف إصلاح أنظمة الحكم والمجتمع والحياة عمومًا إلى ما يتوافق مع النظام الشرعي الإسلامي. برزت مصطلح السلفية على يد ابن تيمية في القرن الثامن الهجري وقام الشيخ محمد بن عبد الوهاب بإحياء هذا المصطلح من جديد في منطقة نجد في القرن الثاني عشر الهجري والتي كانت الحركة الإصلاحية التي أسسها من أبرز ممثلي هذه المدرسة في العصر الحديث.
تُطلق السلفية ويراد بها بحسب أحد علمائها الكبار الشيخ محمد بن صالح العثيمين: «اتباع منهج النبي ﷺ وأصحابه لأنهم سلفنا تقدموا علينا، فاتّباعهم هو السلفية.» وهي ما يعبر عنه بعضهم بقوله: «منهجنا الكتاب والسنة بفهم سلف الأمة.» فالسلفية في جوهرها تقوم على التزام منهج السلف الصالح في فهم النصوص الشرعية، ما يعني أن ثمة اتفاقاً على مرجع جامع يجتمع عليه السلفيون. تأتي السلفية في اللغة بمعنى الرجوع للمتقدمين والسابقين زمنياً، ويُعرف الدكتور عبد الله البخاري النزعة السلفية في كتابه المعنون ما هي السلفية؟ أنها «اتباع الصحابة والتابعون ومن اتبعهم بإحسان وسار على طريقتهم واقتفى أثرهم.» ورغم أن هذا التعريف يبين أن أصحاب هذا المنهج يتبعون لعدد كبير من الشخصيات التراثية الدينية، إلا أنه يمكن القول إن السلفيين عموماً يبجلون أربع شخصيات دينية مهمة في التاريخ الفكري الإسلامي. الشخصية الأولى، هو الصحابي عبد الله بن عمر بن الخطاب والأهمية الخاصة لابن عمر تكمن في كونه عاصر أحداث الفتن والتقلبات التي حدثت منذ مقتل الخليفة الثالث عثمان بن عفان وما تبعها من حروب أهلية بين الصحابة. وكان لابن عمر موقف متميز من الأحداث الجارية حوله فقد اعتزل السياسة ولم ينضم لأي حزب من الأحزاب المتنافسة على السلطة. الشخصية الثانية هو الإمام أحمد بن حنبل الذي تعرض لاختبار في عصر المأمون والمعتصم العباسيين، إبان إثارة ما عرف بفتنة خلق القرآن. موقف ابن حنبل الرافض للاعتراف بخلق القرآن، وإصراره على القول إنه كلام الله وحسب، أدى لإعلاء شأن ابن حنبل، وترسيخ مكانته في العقلية السنية عموماً والسلفية منها خصوصاً، حتى نجد أن اللقب الذي اشتهر به ابن حنبل هو إمام أهل السنة. الشخصية الثالثة هو ابن تيمية الذي عُرف بـ شيخ الإسلام واشتهر برفضه لمظاهر البدع والمخالفات المذهبية الاعتقادية المنتشرة في عصره خصوصاً آراء ومعتقدات الشيعة الإمامية التي تصدى للرد عليها في كتابه منهاج السنة النبوية في الرد على الشيعة القدرية.
الشخصية الرابعة هو محمد بن عبد الوهاب وهو أقرب الرجال الثلاثة إلى عصرنا الحاضر ومنه أخذ السلفيون لقبهم الأكثر شهرة الوهابيون. وقد اكتسب ابن عبد الوهاب مكانته في العقل السلفي باعتباره إماماً مجدداً حارب أشكال الزندقة والبدع التي انتشرت في جزيرة العرب في عصره. فكانت أهم معارك الإمام النجدي ضد الحركات والطرق الصوفية التي قدست المزارات والأضرحة وأحيت الاحتفال بالموالد والأعياد. ويمكن أن نقسم السلفية المعاصرة إلى أربعة اتجاهات مهمة متمايزة، وهي السلفية العلمية والسلفية الحركية والسلفية الجهادية والسلفية المدخلية والجامية. ومن أهم أعلام السلفية المعاصرين: الشيخ عبد العزيز بن باز ومحمد بن صالح العثيمين وصالح الفوزان ومحمد ناصر الدين الألباني.

## التسمية

### في اللغة
يُشتق مصطلح «السلفية» من كلمة «السَّلَف»، وهي في اللغة العربية تُشير إلى من تَقَدَّم من الآباء والأسلاف. قال ابن منظور: «السَّلَف: القوم المتقدمون، وسلف الرجل آباؤه المتقدمون»، ويُقال: «سَلَف القومُ: تقدَّموا»، أي سبقونا زمانًا.

وقد استُخدم هذا المصطلح في الخطاب الإسلامي المبكر للإشارة إلى الصحابة والتابعين وتابعيهم، الذين وصفهم النبي صلى الله عليه وسلم بأنهم خير أجيال الأمة، في الحديث الصحيح:
«خيرُ الناسِ قرني، ثم الذين يلونهم، ثم الذين يلونهم».

### المفهوم الاصطلاحي
مع مرور الزمن، تطوّر استخدام كلمة «السلف» من وصفٍ زمني لمن عاشوا في القرون الأولى، إلى وصف منهجي عقدي يرتبط بفهم خاص للدين يعتمد على الاتباع والالتزام بالنصوص، مع رفض ما يُعدّ من البدع والانحرافات. وقد بدأت تتشكل ملامح هذا المفهوم في كتابات أئمة مثل الإمام أحمد بن حنبل (ت 241هـ)، ثم تبلور بصورة أوضح في كتابات ابن تيمية (ت 728هـ) الذي أكد على «اتباع السلف في الاعتقاد والتفسير والسلوك» كما في قوله: «ليس لأحد أن ينصب للأمة شخصًا يدعو إلى طريقته، ويوالي ويعادي عليها غير النبي صلى الله عليه وسلم؛ بل هذا من فعل أهل البدع الذين ينصبون لهم إمامًا أو مقالة يفرقون بها بين الأمة».

### مصطلح «السلفية» تيّارًا فكريًا
رغم أن تعبير «منهج السلف» كان متداولًا بين العلماء القدماء، إلا أن مصطلح «السلفية» كاسم لتيار فكري متكامل لم يَشِعّ إلا في العصر الحديث، مع نهاية القرن التاسع عشر وبداية القرن العشرين، بدأ مصطلح «السلفية» يتجاوز كونه وصفًا لمنهج تقليدي إلى اسم يُميّز تيارًا فكريًا منظّمًا، وذلك عبر المراحل التالية:

#### نشأة الدعوات الإصلاحية
على الرغم من أن الدعوات المبكرة مثل دعوة محمد بن عبد الوهاب (1703–1792م) لم تستخدم لفظ «السلفية» صراحةً، فإنها رسّخت فكرة العودة إلى الفهم «السلفي» للنصوص، مع رفض الصوفية وعلم الكلام. مع انتشار الصحف والمطبوعات في أواخر القرن التاسع عشر في مصر وبلاد الشام، انفتح المجال لاستعمال المصطلح بشكل أكثر انتظامًا، يخصّ «منهجًا» إصلاحيًا مغايرًا للوقفاء التقليدي.

#### تنظير رشيد رضا
اعتمد محمد رشيد رضا (1865–1935م) في مجلة المنار على مصطلح «السلفية» ليضعه مقابل «الخلفية»؛ فالـسلفي هو الذي «يحتكم إلى الكتاب والسنة على فهوم السلف الصالح، ويجتهد في ضوء ذلك، دون استلاب في تقليد الأئمة الأربعة أو غيرهم».
وقد قام محمد رشيد رضا (ت 1935م) بتوظيف مصطلح «السلفية» بشكل أيديولوجي واضح، مميزًا بين «السلفي» و«الخلفي»، كما ورد في مجلة المنار:
«السلفية: هي اتباع مذهب السلف الصالح في العقائد والمعاملات، والاحتجاج بالكتاب والسنة، وفهم السلف، ورفض التقليد الأعمى».
بهذا الاستخدام، صار «السلفية» علامة دالة على مرجعية عقدية-فقهية متماسكة، وليست مجرد صفة وصفية لمنهج تقليدي.

#### التثبيت الأكاديمي وانتشار المصطلح
- عمّد الباحث الفرنسي Henri Lauzière في كتابه The Making of Salafism (2015م) مصطلح «السلفية» كإطار شامل لدراسة الحركات التي تدّعي شرعيتها من خلال الاقتداء بالسلف الصالح، مشيرًا إلى أن المصطلح «لم يكن موجودًا قبل أواخر القرن التاسع عشر بمعناه الحركي والإصلاحِي».[13]
- وساهم Roel Meijer وغيره من دارسي الحركات الإسلامية الحديثة في جعل «السلفية» مسمىً دوليًا يغطي التيارات العلمية والدعوية والسياسية والجهادية، ما أكسب المصطلح بعدًا عالميًا موثقًا أكاديميًا.[14]
- وفي العصر الحديث، درس الباحث الفرنسي Henri Lauzière تطور المصطلح في كتابه The Making of Salafism، مؤكّدًا أن «مصطلح السلفية لم يكن له وجود تنظيمي أو دلالي موحّد قبل القرن العشرين، وأنه تحول من مجرد وصف عام لمنهج تقليدي إلى حركة فكرية حديثة ذات خطاب أيديولوجي مميز».[15]

## الخلفية والنشأة
يعتقد بأن السلفية ما هي إلا امتداد لمنهاج النبوّة، ثم الصحابة، فالتابعون، فتابعوهم، ثم مدرسة أهل الحديث والأثر الذين برزوا في القرن الثالث الهجري في مواجهة المعتزلة في العصر العباسي تحت قيادة أحمد بن حنبل أحد أئمة السنة الأربعة فكان المعتزلة يتخذون مناهج عقلية في قراءة النصوص وتأويلها واستمدوا أصولهم المنطقية من الحضارة الإغريقية عن طريق الترجمة والتعامل المباشر، ورأى أهل الحديث في هذه المناهج العقلية خطراً يهدد صفاء الإسلام ونقاءه وينذر بتفكك الأمة وانهيارها. وانتهى هذا النزاع حين تولى الخليفة المتوكل أمر الخلافة وأطلق سراح ابن حنبل وانتصر لمنهجه ومعتقده. ويعتبر الكاتب حسن أبو هنية محنة ابن حنبل في فتنة خلق القرآن بأنه: «كان حاسماً في بلورة وعي سلفي عمل على بلورة موقف سلفي واضح ومتميز لأول مرة».
وقال محمد أبو زهرة أنه في القرن الرابع هجرياً ظهرت جماعة من أهل الحديث تنسب آرائها لابن حنبل في إثبات بعض صفات لله بدعوى أن الله أثبتها لنفسه في القرآن والسنة وذلك الأخذ بظواهر النصوص ثم تفويض الكيف والوصف. ثم أقر هذا المنهج كمنهج رسمي للدولة العباسية في زمن الخليفة القادر بالله بناء على منشور العقيدة القادرية الذي كتبه الخليفة وأمر أن يتلى في المساجد يوم الجمعة وأخذ عليه خطوط العلماء والفقهاء. وبحسب ما ذكره ابن الجوزي في المنتظم فقد أقر هذا المنهج كمنهج رسمي للدولة العباسية عام 433 هـ في زمن الخليفة القائم بأمر الله بناء على منشور العقيدة القادرية الذي كتبه الخليفة القادر.
بعد ذلك شهدت السلفية انحسارًا ملحوظًا شعبيًا وسياسيًا بعد انقسام الفقهاء الإسلاميين وأهل الحديث إلى حنابلة وأشعرية  حتى قوي جانب الأشاعرة وتبنى بعض الأمراء مذهبهم  إلى أن ظهر ابن تيمية في القرن السابع بالتزامن مع سقوط عاصمة الدولة العباسية بغداد على أيدي التتار سنة 656 هـ فعمل على إحياء الفكر السلفي وقام بشن حملة على من اعتبرهم أهل البدع داعياً إلى إحياء عقيدة ومنهج السلف من أجل تحقيق النهضة. ولقد أثارت دعوته جدلاً في الأوساط الإسلامية حينها فاستجاب بعض العلماء وطلبة العلم لأفكاره مثل الذهبي وابن قيم الجوزية والمزي.
ومن أفراد الطبقة الحاكمة مثل الأمير المملوكي سلار نائب السلطنة.
ثم شهدت السلفية انحساراً كبيراً مرة أخرى بعد ذلك. لتعاود الظهور مرة أخرى في القرن الثامن عشر الميلادي متمثلة في دعوة محمد بن عبد الوهاب في شبه الجزيرة العربية والتي واكبت عصر انحطاط وأفول نجم الدولة العثمانية وصعود الاستعمار الغربي. وأحدثت هذه الدعوة تأثيراً كبيراً في مختلف أنحاء العالم الإسلامي، وأحدثت لغطاً كبيراً بين مؤيديها ومعارضيها.

## المرتكزات الفكرية

### التوحيد
السلفية يؤمنون بوحدانية الله ويؤمنون بأن الله هو رب هذا الكون وخالقه. ويؤمنون بأن لله أسماء وصفات أثبتها لنفسه في القرآن وفي سنة نبيه؛ فيثبتون لله كل ما أثبته لنفسه في القرآن والسنة الصحيحة من الأسماء والصفات. ويوجبون الإيمان بها كلها، وإمرارها على ظاهرها معرضين فيها عن التأويل، مجتنبين عن التشبيه، معتقدين أن الله لا يشبه شيء من صفاته بصفات خلقه، كما لا تشبه ذاته ذوات الخلق، كما ورد في القرآن: { لَيْسَ كَمِثْلِهِ شَيْءٌ وَهُوَ السَّمِيعُ الْبَصِيرُ } سورة الشورى. وعلى هذا مضى سلف الأمة، وعلماء السنة، تلقوها جميعاً بالإيمان والقبول، وتجنبوا فيها عن التمثيل والتأويل، ووكلوا العلم فيها إلى الله.
كما يعتقدون أن الله وحده هوالمستحق للعبادة، فلا تصرف العبادة إلا لله. ويوجبون على العباد أن يتخذوا الله محبوباً مألوهاً ويفردونه بالحب والخوف والرجاء والإخبات والتوبة والنذر والطاعة والطلب والتوكل، ونحو هذا من العبادات. وأن حقيقة التوحيد أن ترى الأمور كلها من الله رؤية تقطع الالتفات إلى الأسباب والوسائط، فلا ترى النفع والضرر إلا منه. وأن من صرف شيئاً من العبادة لغير الله، متخذاً من الخلق أنداداً ووسائطاً وشفعاء بينه وبين الله، فهو مشرك.

### مفهوم البدعة وموقفهم منها
يعتقد السلفية بأن البدعة هي طريقة في الدين مخترعة تضاهي الشريعة يقصد بالسلوك عليها ما يقصد بالسلوك على الطريقة الشرعية. مستشهدين يقول الله تعالى: ﴿أَمْ لَهُمْ شُرَكَاءُ شَرَعُوا لَهُم مِّنَ الدِّينِ مَا لَمْ يَأْذَن بِهِ اللَّهُ﴾. وبحسب هذا التعريف فمن معالم العقيدة السلفية كراهيتهم لما يعتبرونه بدعًا. كما يبغض السلفيون من يعتبرونهم أهل البدع الذين أحدثوا في الدين ما ليس منه وقد يصل موقفهم من المبتدعة إلى هجرهم وترك مجالستهم إذا كانوا يدعون إليها، ويحذرون منهم ومن بدعهم ولا يألون جهداً في نصحهم وزجرهم عن بدعهم.

### الفقه بين الاجتهاد والتقليد
يعتقد السلفية أن باب الاجتهاد كان ولا يزال مفتوحاً لأهل الاجتهاد والاستنباط على عكس بعض الفقهاء الذين زعموا أن باب الاجتهاد قد أغلق ولم يبق للمسلمين إلا التقليد. ويشترطون للمجتهد أن يستكمل شروط الاجتهاد العلمية من معرفة القرآن وتفسيره وناسخه ومنسوخه ومحكمه ومتشابهه وأسباب النزول ومعرفة الحديث النبوي ومعرفة الجرح والتعديل وعلم الرجال والناسخ والمنسوخ فيه وأسباب ورود الحديث والمحكم والمتشابه والصحيح والسقيم ومعرفة علم أصول الفقه ومعرفة اللغة العربية نحوها وصرفها وبلاغتها ومعرفة الواقع الذي تطبق عليه أحكام الشريعة وأن يكون ممن آتاه الله فطنة وذكاء. والسلفية يحاربون التعصب للمذاهب الفقهية ويدعون لتلقي الأحكام مباشرة من الكتاب والسنة قدر المستطاع حتى لو خالف ذلك جميع الآراء المذهبية.
كما يجيز السلفية التقليد في مواطن عدة منها الجاهل المحض الذي لا يفهم المقصود من الآية والحديث. كذلك المسائل الاجتهادية التي ليست فيها نص من الكتاب أو السنة نص صحيح صريح يدل على المعنى بوضوح فتختلف أنظار العلماء وأفهامهم للنص وبعضهم يستدل به على قضية والآخر يستدل به على عكس القضية. فهذه المسائل الاجتهادية الخلافية أيضاً يجوز فيها التقليد. والسلفية يتبعون المذاهب الفقهية المعروفة عند أهل السنة والجماعة ويكاد المذهب الحنبلي أن يكون مقصوراً عليهم. كما يكثر بينهم إتباع المذاهب الأخرى: الشافعي والمالكي والحنفي. كما يتبع بعضهم المذهب الظاهري.

### علم الكلام
يؤمن السلفية بأن علم الكلام هو علم دخيل على الإسلام استمده أوائل المتكلمين من فلسفة اليونان وحكمة الفرس. وأن طريقة علماء الكلام كالحديث عن الجواهر والأعراض والحادث والقديم هي طريقة مبتدعة لم يكن عليها سلف الأمة الصالح ولذا فهم يؤمنون بأن علم الكلام لا يصلح لاستنباط أصول الدين ومعرفة الله وأن النصوص الإسلامية من قرآن وسنة نبوية فيها ما يكفي من الحجج العقلية والبراهين المنطقية لمجادلة المخالفين ودعوتهم إلى الإسلام.
ذهب بعض السلفية إلى جواز استعمال علم الكلام في باب الرد على أهل الكلام ولدفع مزاعمهم بنفس طريقتهم وإن التزموا بطريقة السلف في عدم الاستدلال ابتداءً بالحجج الكلامية لإثبات الحقائق الشرعية ومن هؤلاء الحافظ ابن تيمية  والحافظ جمال الدين المزي. ولكن هذه الطريقة لم تلق قبولاً عند بعض السلفية الذين منعوا الخوض في علم الكلام مطلقاً مثل الحافظ الذهبي  والمحدث الألباني.

### زيارة القبور
يعتقد السلفية بجواز زيارة القبور للإتعاظ والتدبر، والتفكر فيما إليه المآل من موت وحساب، ويعتقدون أنه قد وردت نصوصٌ صحيحة في الحث على زيارة القبور لأنها تذكر الموت، ولكنهم يمنعون بعض الممارسات المتعلقة بالقبور، مثل إقامة الأبنية والمساجد والأضرحة عليها، أو الطواف حولها، أو التوجه بالطلب والدعاء من الموتى في قبورهم ظناً أنهم يقضون هذه الحوائج، أو النذر والذبح عندها، أو زيارتها في الأعياد، أو إقامة الموالد عندها. ويعتقد السلفية أن كل هذه الممارسات تحتوي على مخالفات شرعية نهت عنها النصوص الصحيحة الثابتة.

### التوسل
يعتقد السلفية بجواز التوسل بالأنبياء من عدة وجوه، فهم يجيزون التوسل إلى الله بمحبتهم، وبإتباع تعاليمهم، وبالانقياد لهم وطاعتهم فيما بلغوه عن الله. ويجيزون التوسل إلى الله بدعائهم (أي بطلب الدعاء منهم في حال حياتهم)، والتوسل بطلب شفاعة النبي محمد من الله.
ويرون بعدم مشروعية التوسل إلى الله بذوات الأنبياء والصالحين (كأن يقول: اللهم إني أسألك بفلان، أو أتوسل إليك بحق فلان، أو بجاه فلان)، عبادة غير مشروعة لم ترد بها نصوص صحيحة، وإن كانوا يقرون بأنها مسألة خلافية لا يجوز الغلو في الإنكار على فاعلها، أو تكفيره.
أما التوسل إلى الأنبياء والصالحين بعد وفاتهم، بالتوجه إلى قبورهم وطلب قضاء الحاجات منهم ظناً أنهم يقضون هذه الحوائج، فهو ما ينكره السلفية بشدة، ويرون أنه غير مشروع، وأنه مخالف لمقتضيات التوحيد وإخلاص العبادة لله.

### الشفاعة
يؤمن السلفية بشفاعة النبي محمد العامة في أمته، وأنها منزلة رفيعة خصه الله بها دوناً عن سائر الخلق. ويعتقدون أن الإيمان بالشفاعة هو من الأمور المجمع عليها، وعلمت من الدين بالضرورة.

### التبرك برسول الإسلام
يعتقد السلفية بجواز التبرك بكل ما انفصل من جسد النبي محمد(صلّى اللّه عليه وسلّم) (كشعره وريقه وعرقه) أو ما اتصل به (كثوبه وقميصه وعمامته)، إن وجد شيء من هذا وثبت بإسناد صحيح متصل، وأن هذا خاص بالنبي محمد(صلّى اللّه عليه وسلّم) فقط، وأن هذا النوع من التبرك لم يحدث مع غيره من الصحابة والتابعين. كما أنهم لا يجيزون التبرك بالأحجار والأشجار وما إلى ذلك.

### الاحتفال بالمولد النبوي
يعتقد السلفية أن الاحتفال بالمولد النبوي هو أمر مبتدع غير مشروع، أول من قام به هم العبيديون (المعروفون بالفاطميين). وأن الاحتفال بالمولد النبوي لم يقم بعمله أحد من السلف الصالح، ولذا فهم ينكرون الاحتفال به وينهون عن إقامته.

## التواجد
ينتشر السلفية في مختلف أنحاء العالم الإسلامي، فيتواجدون في شبه الجزيرة العربية واليمن ومصر والعراق والشام وشمال أفريقيا والملايو. وتتبنى السعودية الفكر السلفي بشكل رسمي، كما أن في هذه الدول وغيرها جماعات وجمعيات تتبنى المنهج السلفي وتسعى لنشره، مثل: جماعة أهل الحديث في باكستان والهند وبنغلاديش ونيبال، وجماعة الدعوة إلى القرآن والسنة في أفغانستان، والجمعية المحمدية في إندونيسيا وسنغافورة وماليزيا، وجمعية أنصار السنة المحمدية في مصر والسودان واريتريا وجمعية إحياء التراث الإسلامي في الكويت وجمعية دار البر في دبي وغيرهم.
وفي الآونة الأخيرة بدأ السلفية بانتشار بشكل كثيف وسريع في جمهورية داغستان الواقعة في شمال القوقاز الروسي. وأسسوا رابطة علماء أهل السنة في داغستان التي تعني بشؤون المسلمين السلفية بجانب الإدارة الدينية لمسلمي داغستان التي تدير المنشآت الإسلامية وأئمة المساجد والدعاة الصوفية.

## تأثير الدعوة السلفية

### الإخوان المسلمون
أثرت حركة محمد بن عبد الوهاب السلفية على سائر الحركات الإصلاحية التي ظهرت في العالم الإسلامي في مواجهة المستعمر الغربي ومن ثم ازدهرت الدعوة إلى العودة للأصول التي قامت عليها الحضارة الإسلامية من خلال الدعوة إلى ما يسمونه نبذ البدع والخرافات التي أدت إلى حالة الجمود والتخلف. وتأثر بهذه الدعوة طائفة من الدعاة الإصلاحيين وأخذوا ببعض مبادئها وإن ظلت العديد من معتقداتهم وآرائهم السياسية والدينية مخالفة للمنهج السلفي التقليدي المعروف. ومن أبرز هؤلاء الدعاة الشيخ حسن البنا. وحركته الإصلاحية المعروفة بجماعة الإخوان المسلمين.

### الدعوة السلفية بالإسكندرية
نشأت الدعوة السلفية بالإسكندرية في سبعينيات القرن الماضي بين عامي 1972 - 1977 على أيدي مجموعة من الطلبة المتدينين، كان أبرزهم محمد إسماعيل المقدم، وأحمد فريد، وسعيد عبد العظيم، ومحمد عبد الفتاح أبو ادريس، ثم ياسر برهامي وأحمد حطيبة فيما بعد، التقوا جميعاً في كلية الطب بجامعة الإسكندرية، إذ كانوا منضوين في تيار الجماعة الإسلامية الذي كان معروفاً في الجامعات المصرية في السبعينيات أو ما عرف بـالفترة الذهبية للعمل الطلابي في مصر.
رفضوا جميعاً الانضمام إلى جماعة الإخوان المسلمين تأثراً بالمنهج السلفي الذي وصل إليهم عن طريق المطالعة في كتب التراث الإسلامي، ومجالسة شيوخ السلفية، ثم تأثرهم بدعوة محمد إسماعيل المقدم، الذي كان قد سبقهم إلى المنهج السلفي من خلال سماعه لشيوخ جمعية أنصار السنة المحمدية منذ منتصف الستينيات، وقراءاته لكتب ابن تيمية وابن القيم ومحمد بن عبد الوهاب وغيرهم. وبمرور الوقت تكونت النواة الأولى للشباب السلفيين تحت اسم المدرسة السلفية عام 1977 بعد انسحاب هؤلاء الطلاب المتأثرين بالمنهج السلفي من الجماعة الإسلامية، التي هيمن عليها طلاب الإخوان وفرضوا منهجهم، حيث شرع محمد إسماعيل في تأسيس النواة الأولى من خلال درس عام كان يلقيه كل يوم خميس في مسجد عمر بن الخطاب بالإبراهيمية، وكان هذا الدرس بمثابة الملتقى الأسبوعي لهذه المجموعة الصغيرة إلى جانب حلقة أخرى بمسجد عباد الرحمن في بولكلي صباح الجمعة، ولم يكن مع المقدم أحد في هذه الفترة غير زميله أحمد فريد، الذي يحكي في مذكراته عن هذه الفترة، قائلا:«كان الحضور في هذه الحلقة لا يتجاوز عشرة أفراد، ولم يكن معنا أحد من قادة الدعوة السلفية الآن، وكان الشيخ محمد يحفظنا متن العقيدة الطحاوية، وكذا تحفة الأطفال، وكلفني بتدريس كتاب مدارج السالكين.»

### القطبيون والسروريون
ومن أبرز المتأثرين بالدعوة السلفية كذلك الأديب والمفكر المصري سيد قطب ولكن تأخر التزامه بالمنهج الإسلامي وطول فترات اعتقاله مع اعتلال صحته ومرضه حال دون تعرفه على المنهج السلفي بشكل كامل ما أدى لمخالفته للسلفية في بعض القضايا الفكرية والاعتقادية. وتأثر بفكر سيد قطب وحمل رايته العديد من نشطاء العمل الإسلامي ومنهم أيمن الظواهري الذي أسس في مصر حركة الجهاد الإسلامي.
واعتماداً على آراء كل من سيد قطب ومحمد سرور زين العابدين الفكرية ونظرتهم للمجتمع المسلم ونظريات حسن البنا الحركية ذات التوجه الديني نشأ تيار عريض يدعو للجهاد ضد كل أعداء الأمة الإسلامية ويجعل منه قضيته الرئيسية وشغله الشاغل. كما يدعو للثورة على جميع النظم الحاكمة في مختلف الأقطار المسلمة ويذهب لتأثيم جميع أفراد الأمة لقعودهم عن الجهاد ودحر الغزاة والمعتدين. ويعتبر الشيخ عبد الله عزام هو مؤسس هذا التوجه من خلال جهاده ضد السوفيت في أفغانستان. وتأثر به العديد من شباب وشيوخ المسلمين في ذلك الوقت ومن أبرزهم الملياردير السعودي السابق أسامة بن لادن، مؤسس تنظيم القاعدة.

### بعض حركات الجهاد المسلح
ولم يسلم هذا التيار من انتقادات دعاة وعلماء السلفية فاتهموهم بأنهم تغاضوا عن الدعوة للتوحيد وترسيخ العقيدة في نفوس المسلمين وأنهم أخطؤوا في دعوتهم للثورة على النظم الحاكمة واعتمدوا في جهادهم على بعض الفتاوى والتطبيقات الخاطئة. كما ظهرت جماعات مسلحة وصفت بالإرهابية وتزعم أنها ترتبط بالسلفية على صعيد الانتساب للسلف لكنها تتميز بتكفير كل من يخالف عقيدتها وتستبيح قتله كمرتد لذا يعتبرها البعض أنها تسعى لتبييض صورتها أمام العالم الإسلامي من خلال نسب نفسها للسلف في حين يدافع السلفية عن منهجهم بأنه وسطي ليس به تكفير ولا تفجير. يرى الكثير من المحللين أن هذة النزعة التكفيرية الجهادية نتجت لأسباب سياسية أهمها الهيمنة الأمريكية على العالم ودعمها لإسرائيل في الصراع العربي الإسرائيلي بالإضافة لاعتقادهم بأن الحكومات العربية عميلة للغرب المتمثل في أمريكا مما دفعهم لاعتناق ذلك الفكر الجهادي كنوع من المقاومة والنضال ضد الهيمنة الغربية.
من أبرز الإشكاليات التي أحاطت بعلاقة تلك الجماعات الجهادية بالحكومات تتمثل في تجارب اشتباك تلك الحركات مع بعض الحكومات اشتباكاً إيجابياً يقترب كثيراً من التحالف أوالاندماج مثلما حدث في السودان من عام 1992 م إلى عام 1996 م ثم في أفغانستان من عام 1996م إلى عام 2001م وبينهما تجربة جبهة الإنقاذ في الجزائر غير أن هذه التجارب لم تتعرض للفحص الدقيق أوالدراسة المستفيضة حول معطياتها ونتائجها حتى الآن. وفي المقابل التزم أتباع التيار السلفي التقليدي بالمنهج النصي للسلفية والالتزام بنموذج السلف الصالح كنموذج متكامل بحد ذاته وهو السبيل الوحيد لتقدم أمة المسلمين في كل زمان ومكان.

## انقسامات السلفية

### السلفية العلمية
السلفية العلمية هي ذلك التيار السلفي الذي يهتم في المقام الأول بالنواحي التعليمية المرتبطة بعلوم القرآن والسنة النبوية ؛ لذلك فإن العلماء والدعاة المنتسبين للاتجاه السلفي العلمي يركزون جهودهم في تنشئة جيل جديد من الشباب المسلم الملتزم دينياً، ويطلقون على ذلك المنهج اسم التصفية والتربية وهو ما يعرفه الشيخ الألباني بكونه: 
 ومن أهم الجماعات السلفية العلمية التي حاولت تطبيق ذلك المنهج جماعة الشيخ مقبل الوادعي في اليمن وجماعة أنصار السنة المحمدية في مصر. وبحسب بعض الخبراء يوجد رافدان أساسيان للاتجاه السلفي العلمي المعاصر: الاتجاه الأول هو الشيخ ناصر الدين الألباني المعروف بشهرته في تدريس علوم الحديث النبوي، والاتجاه الثاني يتمثل في شيوخ السعودية من أمثال الشيخ عبد العزيز بن باز والشيخ ابن العثيمين واللذين اشتهرا بعلمهما الغزير في مسائل الاعتقاد والتوحيد والأصول، ومن هذين الاتجاهين نهل جميع الشيوخ السلفيين العلميين المعاصرين في شتى الدول العربية ؛ فالشيخ أبي إسحاق الحويني مثلاً، وهو أحد أهم وأشهر رموز السلفية في مصر، درس علم الحديث على يد الشيخ الألباني. وشيوخ الدعوة السلفية بالإسكندرية من أمثال ياسر برهامي ومحمد إسماعيل المقدم وغيرهما تأثروا كثيراً بشيوخ السعودية.
وتعتبر السلفية العلمية من أكثر أنماط وأطياف السلفية انتشاراً في العالم الإسلامي عموماً والدول العربية خصوصاً فامتاز منهجها التقليدي بالبعد عن أمور السياسة من جهة والالتزام بالمناهج التربوية الدعوية العلمية من جهة أخرى، وهو الأمر الذي وفر لها إمكانية التوسع والانتشار دون الدخول في صدام مع الدولة. لكن حدث انحراف عن ذلك الخط التقليدي في الفترة التي أعقبت ثورات الربيع العربي، إذ بدأت بعض الجماعات السلفية العلمية في انتهاج منهج حركي سياسي، فشاركت في الانتخابات النيابية والرئاسية وشكلت أحزاباً سياسية. ومن أهم الأمثلة على ذلك جماعة الدعوة السلفية بالإسكندرية في مصر، التي انبثق عنها حزب النور والذي كان له حضور واسع في المشهد السياسي المصري في ما بعد ثورة 25 يناير 2011.

### السلفية الجهادية
السلفية الجهادية يُعتبر مفهوم الحاكمية من أهم المفاهيم المركزية المؤسسة لفكر السلفية الجهادية، والمقصود بالحاكمية هو أن الله وحده له الحق في الحكم، وقد استند الجهاديون للعديد من الآيات القرآنية التي تعرضت لمفهوم الحاكمية ؛ ومن تلك الآيات «إن الحكم إلا لله». ويظهر مفهوم الحاكمية بشكل واضح في كتابات العديد من منظري السلفية الجهادية المعاصرين، ولعل أول هؤلاء وأهمهم هو سيد قطب الذي توسع في شرحه لمفهوم الحاكمية في كتابه في ظلال القرآن والذي جاء فيه: «أن التصور الإسلامي يؤكد على أن الاتجاه إلى الله وحده بالعبودية والعبادة. وعن هذا التصور تنشأ الحاكمية لله وحده.» ويرتبط بالحاكمية مفهوم آخر لا يقل عنه أهمية في العقلية الجمعية للسلفية الجهادية المعاصرة وهو مفهوم الجاهلية، فبحسب آراء منظري السلفية الجهادية ومنهم محمد عبد السلام فرج في كتابه الجهاد الفريضة الغائبة إن المجتمع المسلم يجب أن ينصاع لحكم الله بشكل كامل، ويرتضي أحكام الشريعة الإسلامية ويعمل بها جميعاً بدون استثناء، وأنه في حالة رفض ذلك من قبل الحكام، فإنه يجب قتالهم لكونهم في ردة عن الإسلام وتربوا على موائد الاستعمار. فهم لا يحملون من الإسلام إلا الأسماء وإن صلوا وصاموا وادعوا أنهم مسلمون.
ومن أهم الجماعات السلفية التي انتسبت إلى الفكر السلفي الجهادي الجماعة الإسلامية في مصر التي قام عناصرها بتنفيذ العديد من عمليات الاغتيال في ثمانينيات وتسعينيات القرن الماضي، قبل أن يعلن قادة الجماعة التراجع عن موقفهم المعادي للدولة، ويطالبون أتباعهم بترك السلاح والاتجاه للعمل السياسي السلمي عام 1995. كذلك، فإن تنظيم قاعدة الجهاد والمعروف إعلامياً باسم تنظيم القاعدة يُعتبر واحداً من أهم تجليات السلفية الجهادية المعاصرة، فقام هذا التنظيم بالعديد من العمليات العسكرية داخل الدول العربية وخارجها، ولعل حادثة تفجير برجي مركز التجارة العالمي في أميركا في 11 سبتمبر 2001 أشهر تلك العمليات وأكثرها تأثيراً وصخباً. كما أن تنظيم الدولة الإسلامية في بلاد العراق والشام يعتبر الإصدار الأكثر حداثة للفكر السلفي الجهادي. ورغم اتحاد جميع تلك التنظيمات في الأهداف الفكرية العليا «الحاكمية وقتال الدولة التي لا تطبق الشريعة الإسلامية» إلا أنه يوجد بينها وبين بعضها العديد من التناقضات والاختلافات الفكرية.

### السلفية السرورية
تعتبر السلفية السرورية نموذجا مثالياً لتطور وتشابك العلاقات داخل الحركات الإسلامية، كما يعد انعكاساً حقيقياً لتأثر الجماعات الإسلامية ببعضها، وقد نشأت السرورية بين تيارين أحدهما يتبنى الجانب الحركي ويتمثل في جماعة الإخوان المسلمين كجماعة سياسية سلطوية تجعل الجانب العلمي في مرحلة متأخرة عن الجانب الحركي وتقدم السياسة على الدعوة، وبين تيار السلفية العلمية الذي يستند إلى الجانب العقدي ويؤمن بأهمية تغليب الشرع على المصلحة أيا كانت، وفي الغالب لا يخرج هذا التيار عن طاعة الحاكم، فلا تجد له ذكرا في مغالبة الحكام في أمور السياسة، فهم يسيرون وفق منهج إسلامي يدعو إلى تقديم الكتاب والسنة وفق سلف الأمة. بين هذين الاتجاهين ظهر التيار السروري ليجمع بين الجانب الحركي لدى جماعة الإخوان المسلمين خاصة التيار القطبي الذي يعتبر سيد قطب منظّره وموجهه الأول وبين السلفية العلمية المحافظة التي تتبنى منهج ابن تيمية ومحمد بن عبد الوهاب.
كما لعبت السرورية دوراً بارزاً فيما يسمى ثورات الربيع العربي خاصة في دعم الثورة السورية وتحول عدد كبير من أتباع السرورية للعمل مع الجماعات المسلحة، ووقّع عدد من رموز التيار السروري منهم سلمان العودة على البيان الختامي الذي عقده المجلس التنسيقي الإسلامي العالمي «مساع» تحت عنوان «موقف علماء الأمة تجاه القضية السورية»، وقد استجاب الكثير من شباب التيار الإسلامي لهذا البيان وتشكلت منهم أغلب الجماعات المسلحة المتصارعة في سوريا والعراق، ويسيطر السرورية اليوم على عدد كبير من المراكز والجمعيات الإسلامية والقنوات الفضائية في الكثير من الدول الإسلامية.

### السلفية الجامية
على النقيض التام من السلفية الجهادية تأتي السلفية الجامية، فإذا كانت الأولى ترى تكفير الحاكم المسلم الظالم وضرورة الخروج بالسيف والسلاح عليه، فإن الثانية ترى حتمية طاعته والصبر على أحكامه الجائرة. ويُنسب هذا الاتجاه إلى الشيخ محمد أمان الجامي كما يعرف هذا الاتجاه في بعض الأحيان باسم «السلفية المدخلية» نسبة إلى الشيخ ربيع بن هادي المدخلي الذي كان من أبرز تلاميذ الشيخ الجامي. وقد ظهر هذا التيار أول ما ظهر في السعودية، فمع اجتياح قوات صدام حسين للكويت عام 1990 قامت السلطات الحاكمة باستدعاء قوات أمريكية للوقوف في وجه الجيوش العراقية التي كان من المحتمل تقدمها في الأراضي السعودية. وأثارت تلك الخطوة غضب العديد من الشيوخ والمتدينين داخل السعودية وخارجها، إذ رأوا فيها مخالفة للنصوص الدينية التي تنهي عن إدخال المشركين لجزيرة العرب، وأمام تلك الظروف تعالت أصوات الشيخ الجامي وتلاميذه وأتباعه، للإنكار على المعترضين، واتهمتهم بمعصية أولي الأمر والخروج عن الحاكم الشرعي المفترض الطاعة.
ورغم أن التيار السلفي الجامي أو المدخلي لم يظهر كتيار مستقل ومتمايز إلا في فترة زمنية قريبة نسبياً، إلا أن ذلك التيار اعتمد في أسسه وأصوله على تراث هائل من الأدبيات الإسلامية التي تشمل تأويلاً تعسفياً للعديد من الآيات القرآنية والأحاديث النبوية تلك التي شرعنت حكم الحاكم الظالم وأخرجت المجتمع والشعب من معادلة الاختيار السياسي للسلطة التي تحكمه. وقد توسعت أفكار الجامية المدخلية في الكثير من البلاد العربية. ففي مصر نجد أن عدداً من الشيوخ الذين تأثروا بأفكارها ومبادئها من أمثال أسامة القوصي ومحمد سعيد رسلان ومحمود لطفي عامر واستطاع هؤلاء تكوين قواعد شعبية واسعة لهم. وقد لعب السلفيون الجاميون دوراً مهماً، بعد ثورات الربيع العربي فكان لهم دور كبير في إفشال تلك الثورات بعدما أذاعوا مبدأ البعد عن السياسة وترك الدولة للساسة ورجال الحكم وتحريم المشاركة في العملية الانتخابية الديموقراطية والتأكيد على عدم شرعية المعارضة والاحتجاجات المناهضة للحاكم.

### أسباب الانقسام
حدد الدكتور محمد السعيدي أستاذ الفقه وأصوله في جامعة أم القرى بمكة المكرمة مسارين لاختلافات السلفيين وانقساماتهم:
المسار الأول يقع في دائرة ما يجوز الخلاف فيه كما هو حاصل بين السلفية العلمية والحركية، فأكثر خلافاتهما إنما تكون في أسلوب التعامل مع الواقع، إذ ترى العلمية الاكتفاء بالتصفية والدعوة وتربية المجتمع، في الوقت الذي تدعو فيه الحركية إلى المشاركة في التغيير من داخل هذا الواقع. وطبقا للسعيدي فإن كلا الرؤيتين مما يصح الاختلاف فيه، مع الإقرار بوقوع الخطأ في التطبيق، وهما ليستا قطعيّتين في إصابة الحق من حيث الجملة، موجها نقده لكلا الطرفين لأن كلاً منهما يعتبر نظريته قطعية، وهو ما أحدث بين أتباع النظريتين حالة من القطيعة والتدابر.
المسار الثاني اختلافات السلفيين كما حددها السعيدي فهو الخلاف بين اتجاهي السلفية العلمية والحركية من جهة وبين السلفية الجهادية من جهة أخرى، مرجعاً أسبابه إلى اختلافات كبيرة وعميقة بينهما في فهم مقاصد الشريعة وأولوياتها، وتنزيل النصوص على الواقع وحول حد الإسلام والكفر، وفي تطبيق النبي والخلفاء من بعده لفريضة الجهاد.
من جهته أرجع الدكتور عصر محمد النصر - داعية سلفي متخصص في الحديث النبوي وعلومه - أسباب اختلاف الاتجاهات السلفية إلى طبيعة الاختيارات العلمية في أوساط تلك الاتجاهات ممثلاً لذلك بالسلفية العلمية في الأردن أتباع الشيخ الألباني الذين لا يرون الاشتغال بالسياسة أخذا برأي الشيخ الذي كان يقول إن «من السياسة ترك السياسة.» في المقابل كان سلفيو الكويت يرون جواز دخول المعترك السياسي والمشاركة في البرلمانات وتشكيل الأحزاب أخذاً برأي الشيخ عبد الرحمن عبد الخالق الذي كان بمثابة الموجه والمرشد لسلفيي الكويت والمحرض لهم على المشاركة السياسية ودخول الانتخابات.
تحفظات عصر محمد النصر وانتقاداته للسلفية الجهادية انصبت على اتباعها للمنهج الظاهري من الناحية الفقهية وافتقارها إلى البعد الأصولي المنهجي ومن جانب آخر تأثر بعض مؤسسيها بالثورة اليسارية ثم تحولهم إلى السلفية بحملهم الفكري القديم. كما أن بعض منظريها الكبار مثل أبي محمد المقدسي وأبي قتادة الفلسطيني لم تكن خلفياتهم سلفية أصلاً بل تبنوا أفكاراً ثم بحثوا لها عن أسانيد من أقوال ابن تيمية وتراث أئمة الدعوةالنجدية.
وسط احتدام الاختلافات في أوساط الاتجاهات السلفية القائمة واستفحال النزاعات بينها وإلحاح كل اتجاه منها على أن منهجيته واختياراته وطريقته في العمل هي الموافقة لمنهج السلف الصالح وغيرها بعيدة عنه إن لم تكن خارجة عنه بالكلية.

## نقد السلفية
صرح مسؤولو الحكومة الألمانية أن السلفية لها صلة قوية بالإرهاب لكنهم أوضحوا أن السلفيين ليسوا جميعهم إرهابيين. تم نقل تصريحات مسؤولي الحكومة الألمانية التي تنتقد السلفية من قبل دويتشه فيله خلال أبريل 2012.

## كتب
- عقيدة أهل السنة والجماعة، للشيخ محمد العثيمين.
- التحفة المدنية في العقيدة السلفية.
- التحفة المهدية لمن سأل عن معنى السلفية.
- السلفية، للمفكر الإسلامي محمد عمارة.
- السلف والسلفية، محمد عمارة.

## اقرأ أيضًا
- الخلاف السلفي الأشعري
- التيارات السلفية
- إسلام النفط

## وصلات خارجية
- ابن حزم و نقد السلفية المعاصرة! - فصل من كتاب «ابن حزم الأندلسي ومنهجه في نقد العقل الأصولي»، تأليف: شرف الدين عبد الحميد
- حلقة من حلقات برنامج (مكتبة المفتي- الحلقة الثانية عشر: السلفية) لفضيلة الشيخ علي جمعة أذيع على قناة الحياة بتاريخ 21/7/2013 على يوتيوب
- المدرسة الإسلامية السلفية على يوتيوب، د. محمد سليم العوا، برنامج مباشر مع، قناة الجزيرة مباشر، 26 يوليو 2009
- «الدعوة السلفية» بالإسكندرية.. النشأة التاريخية وأهم الملامح، دراسة: علي عبد العال - مركز الدين والسياسة للدراسات
- الألباني: معنى السلفية ؟ وإلى من تُنسب ؟ (شركة سحاب السلفية)
- مركز سلف للبحوث والدراسات بإشراف محمد السعيدي.
- بيت السلفيات منتدى